# Anna Barker (Schauspielerin)
Anna Barker ist eine kanadische Schauspielerin und Synchronsprecherin.

## Leben
Barker besuchte von 2011 bis 2013 die Mount Royal University, wo sie ihr Theaterschauspieldiplom erhielt. Von 2015 bis 2019 studierte sie an derselben Universität Englisch und verließ die Einrichtung mit dem Bachelor of Arts. Von 2008 bis 2015 arbeitete sie in verschiedenen Berufen in Calgary und war unter anderen für Apple tätig. Seit 2015 ist sie als freiberufliche Schreiberin tätig. Seit April 2019 steht sie bei Trisko Talent Management unter Vertrag.
Sie debütierte 2015 in der Fernsehserie Writers Circle. Von 2016 bis 2017 sprach sie den Charakter Tokoha Anjou im Anime Cardfight!! Vanguard. 2017 spielte sie in einer Episode der Fernsehserie Heritage Minutes sowie in dem Katastrophenfilm Global Storm – Die finale Katastrophe mit. 2018 spielte sie die Hauptrolle im Kurzfilm Memento Mori, für den sie auch als Drehbuchautorin, Produzentin und Regisseurin fungierte. 

## Filmografie (Auswahl)

### Schauspiel
- 2015: Writers Circle (Fernsehserie)
- 2017: Heritage Minutes (Fernsehserie, Episode 6x12)
- 2017: Global Storm – Die finale Katastrophe (Global Meltdown, Fernsehfilm)
- 2018: Memento Mori (Kurzfilm)
- 2020: Bark (Kurzfilm)
- 2020: Woke (Fernsehserie, Episode 1x04)
- 2021: Debris (Fernsehserie, Episode 1x09)
- 2021: Die geheime Benedict-Gesellschaft (The Mysterious Benedict Society, Fernsehserie, 1 Episode)
- 2023: Immer für dich da (Firefly Lane, Fernsehserie, 1 Episode)
- 2024: Virgin River (Fernsehserie, 1 Episode)

### Synchronisationen
- 2016–2017: Cardfight!! Vanguard (Zeichentrickserie, 25 Episoden)
- 2018: The Haunted House: The Secret of the 'Ghost Ball' (Zeichentrickserie, Episode 1x02)